# Rose Pansini
Rose Pansini, née Marie-Rose Lacau, dite aussi Frassita Lacau, est une réalisatrice française du cinéma muet née le 7 juin 1890 à Orthez et morte le 23 mars 1985 dans le 15e arrondissement de Paris, fondatrice des studios de Saint-Laurent-du-Var.

## Biographie
Marie-Rose Lacau naît à Orthez 7 juin 1890 dans une famille d'origine modeste. Elle rencontre chez sa tante, couturière à Bayonne, une comédienne qu'elle suit à Paris où elle devient une célèbre danseuse habillée par Paul Poiret.
Lors de l'une de ses tournées européennes elle est remarquée par un producteur italien. Elle s'installe à Rome où elle joue, sous le nom de Frassita Lacau, dans plusieurs films muets de Mario Gargiulo (it), comme Zingari (it) (1916), d'après l'opéra du même titre (en) de Ruggero Leoncavallo, à la réalisation desquels elle participe. Elle épouse l'avocat milanais Gustavo Pansini qui fonde pour elle en 1917 la Flegrea Film. 
Après la Première Guerre mondiale, elle s'installe à proximité de Nice et fait construire les studios de Saint-Laurent-du-Var pour  As Ciné qui produit les premiers films qu'elle réalise en 1920 sous le nom de Rose Pansini, La Puissance du hasard et Un drame d'amour. Suivent en 1921 et 1922 cinq autres films qu'elle co-signe avec Georges Monca dont la notoriété lui permet d'être distribuée par Pathé-Consortium-Cinéma : Chantelouve, Le Sang des Finoël, Judith, Le Refuge, Esclave, produits par les Films Pansini qu'elle a créés avec son mari.
Elle met fin à sa carrière cinématographique pour se consacrer à l'éducation de ses deux filles à la fin de l'année 1922. Elle meurt à Paris le 13 mars 1985. Ses films ont fait l'objet d'une restauration par la Cinémathèque française et d'une présentation par le Studio cinéma d'Orthez.